# Digione
Digione (in francese Dijon, AFI: /diˈʒɔ̃/; ) è un comune francese di 159 346 abitanti e capoluogo del dipartimento della Côte-d'Or e prefettura della regione Borgogna-Franca Contea.

## Storia
In origine Digione era un "castrum" romano sulla strada fra Lione e Magonza con il nome di Divio. Nel 1016 il re di Francia Roberto il Pio la diede in feudo al figlio Enrico: nacque così il Ducato di Borgogna con capitale Digione. Finita la dinastia dei Capetingi con Filippo di Rouvre, i sovrani di Francia ripresero il ducato, che però il re Giovanni il Buono assegnò al suo quarto figlio, Filippo l'Ardito, fondatore della dinastia dei Valois (che regnò fino al 1476).
In questo periodo il ducato conobbe un grande sviluppo culturale con i quattro duchi Filippo l'Ardito (1364-1404), Giovanni Senza Paura (1404-1419), Filippo il Buono (1419-1467) e Carlo il Temerario (1433-1477), morto in battaglia lasciando un'unica figlia, Maria, sposa di Massimiliano d'Asburgo e madre di Filippo il Bello. La scuola artistica di Digione, sorta verso la fine del Trecento fece fiorire un movimento franco-fiammingo attivo nella letteratura, nella musica e nelle discipline figurative. Sotto i re di Francia Digione godette di una certa autonomia amministrativa.
Tra leggenda e storia è il racconto di come si risolse nel 1513 l'assedio imposto alla città dalle truppe imperiali composte da forze svizzere e tedesche molto superiori a quelle di Digione. I cittadini pensarono di iniziare le trattative offrendo grandi quantità di vino agli assedianti, che gradirono l'offerta. Perfino gli svizzeri, che erano i più bellicosi, apprezzarono il vino. Terminò così l'assedio, con soddisfazione della popolazione; meno soddisfatto fu il re, costretto dall'accordo a rinunciare alle pretese sul Ducato di Milano. L'episodio è molto simile alla "Bevuta Magistrale" che si dice salvò la cittadina bavarese di Rothenburg ob der Tauber dall'assedio delle truppe svedesi nel 1631.
Nei secoli dal XVIII al XIX, Digione, che con la fine della dinastia dei Valois aveva perso d'importanza, si riprese e alla fine del Settecento era giudicata ancora una bella città con case vecchie ma strade larghe, ben pavimentate e munite di marciapiedi, cosa che sembra fosse rara nella Francia del tempo. Durante la guerra fra Napoleone III e i Prussiani, nel 1871, a difendere Digione accorse anche Giuseppe Garibaldi coi suoi volontari. Nel 1944 fu nuovamente assediata e liberata il 11 settembre dello stesso anno.

## Monumenti e luoghi d'interesse
Palazzo dei duchi di BorgognaL'antica residenza dei Duchi di Borgogna, è un grande complesso eretto a partire dal XIV secolo, in stile gotico, poi notevolmente ingrandito in stile barocco nel XVII secolo ad opera del famoso architetto Jules Hardouin Mansart, che ne disegnò anche la piazza antistante a emiciclo. Infine, l'ala ospitante oggi il Museo delle belle arti venne eretto nel XIX secolo al posto della Sainte-Chapelle andata distrutta nel 1802.

### Architetture religiose

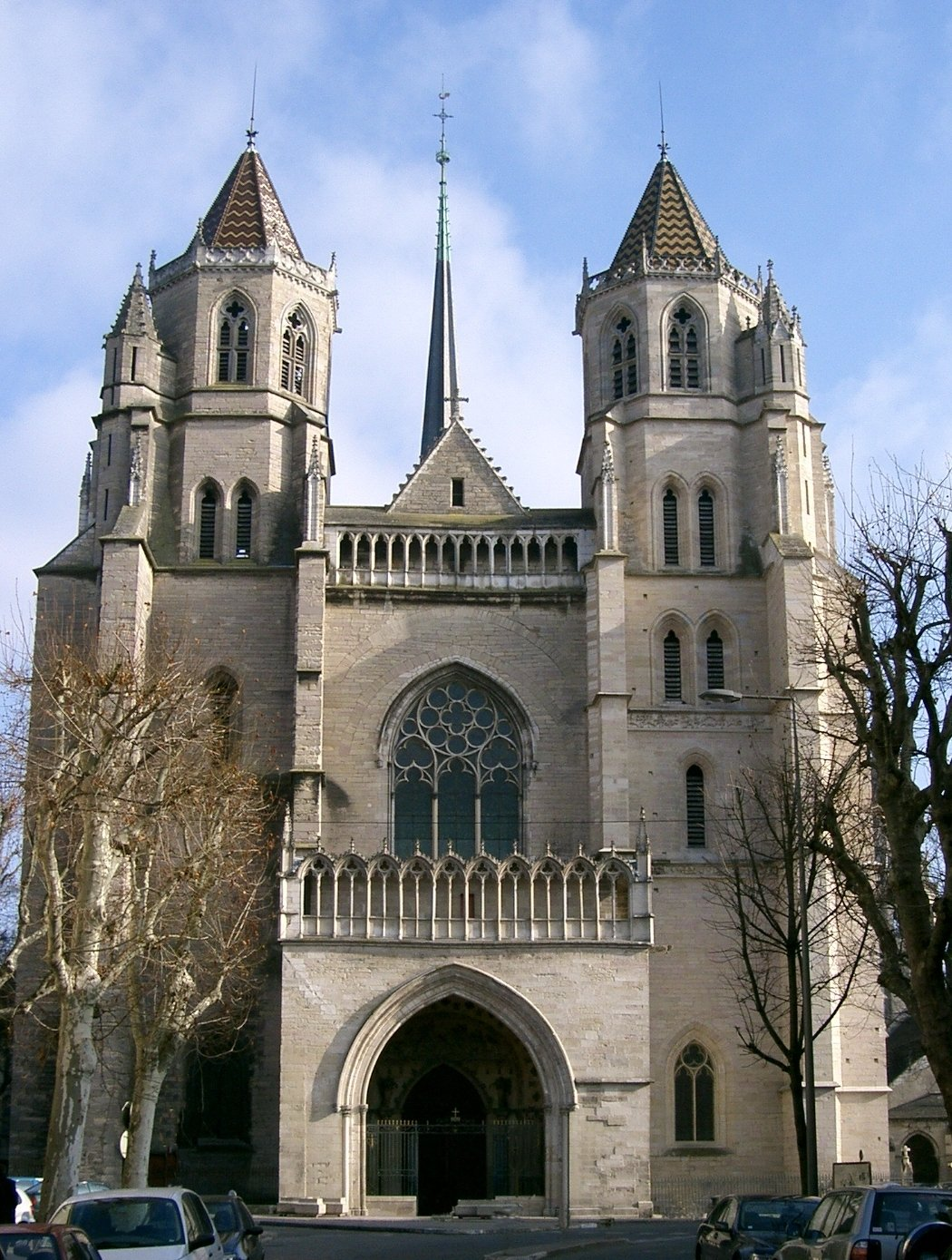
Cattedrale di San Benigno, Digione.

- La cattedrale di San Benigno, costruita tra il XIII ed il XIV secolo, custodisce nella sua cripta la tomba del martire omonimo; l'edificio è costeggiato da un'antica abbazia, oggi museo archeologico.
- La chiesa di San Filiberto, costruita nell'XI secolo e ristrutturata in seguito fino all'attuale aspetto, ad oggi in precarie condizioni strutturali, è situata a sud-est nei pressi della cattedrale. Caratteristico è il suo campanile in pietra.
- La chiesa di Nostra Signora, del XIII secolo, capolavoro del gotico della Borgogna, è unica nella sua architettura gotico francese. Al suo interno ospita la statua di Nostra Signora di Buona Speranza (Notre-Dame de Bon-Espoir). La sua facciata occidentale è ornata da numerosi gargouille decorativi restituiti alle loro sembianze originali nel XIX secolo grazie all'opera di scultori a Parigi nel mese di settembre. All'apice della sua torre sud è presente il Jacquemart, un orologio animato da quattro automi.[5] Nella vicina cappella dell'Assunzione (chapelle de l'Assomption), non aperta al pubblico, è presente l'Assunzione di Jean-Baptiste Dubois, già vescovo dell'arcidiocesi di Digione. Gli abitanti di Digione hanno l'abitudine di accarezzare la civetta scolpita in un contrafforte della cappella di Notre Dame. Secondo una tradizione locale infatti, accarezzandola con la mano sinistra, la parte dove si trova il proprio cuore, ed esprimendo un desiderio questo verrà esaudito.
- La chiesa di San Michele è un grande edificio tardo-gotico costruito fra il 1499 e il 1529. Mirabile è la facciata a due torri, di influsso rinascimentale, completata nel 1667 con sontuose decorazioni nei portali.
- La chiesa di Santo Stefano è il più antico luogo di culto del castrum digionese. Abbazia di canonici regolari nel Medio Evo, la cattedrale venne abbandonata nel 1731, durante la Rivoluzione, ed è attualmente occupata dalla Camera di Commercio e dal museo Rude.
- La cappella dell'ospizio della carità (chapelle de l'hospice de la charité) possiede un altare barocco in legno dorato opera dello scultore Jehan Maitrier.
- Nell'antica Certosa di Champmol rimangono solo il portale e il Pozzo dei Profeti, capolavori di Claus Sluter dell'inizio del 1393-1395.

### Monumenti celebrativi
- La porte Guillaume del XVIII secolo, situata in piazza Darcy, si apriva in corrispondenza delle mura della città e venne eretta in onore del principe di Condé.

### Elementi architettonici e varie
- I tetti borgognoni originali, composti da tegole multicolori (verdi, nere, gialle e marroni) decorano molti edifici storici del centro della città.

## Società

### Evoluzione demografica
Abitanti censiti

## Cultura

### Musei
- Il Museo delle belle arti di Digione, situato nel Palazzo degli Stati e dei Duchi di Borgogna, in Place de la Libération, ospita ricche collezioni d'arte e contiene le tombe di alcuni duchi reggenti di Borgogna, Filippo II e Giovanni senza Paura.
- Il Musée Magnin
- Il Museo della vita borgognona Perrin de Puycousin ospita delle ricostruzioni di scene quotidiane e di antichi negozi. Una parte è riservata ai bambini famosi di Digione.
- Il Giardino de l'Arquebuse, evocato dal poeta Aloysius Bertrand, circonda con le sue specie botaniche il Museo di storia naturale.

### Istruzione

#### Scuole
- Scuola di Belle Arti
- Scuola Superiore di Commercio di Digione[6]

#### Università
- Università della Borgogna
- Burgundy School of Business (BSB)

### Media
Il quotidiano cittadino è Le Bien Public, fondato nel 1868.

### Cucina
- Digione è una delle capitali mondiali della gastronomia, con la sua fiera internazionale e gastronomica che si tiene ogni anno in autunno. Ogni anno, un paese è l'ospite d'onore.
- Digione è la capitale regionale di una delle regioni vinicole più conosciute al mondo, la Borgogna. È tuttavia Beaune ad essere la capitale del vino di Borgogna.
- Digione è soprattutto rinomata per la senape (moutarde), la cui qualità è dovuta al suolo calcareo della regione, che produce dei semi di senape particolarmente forti. Il verjus (tipo di succo d'uva non fermentato), che entra nella produzione della senape di Digione, permette anche di sviluppare l'essenza e la piccantezza dei grani.

#### Specialità
- senape di Digione

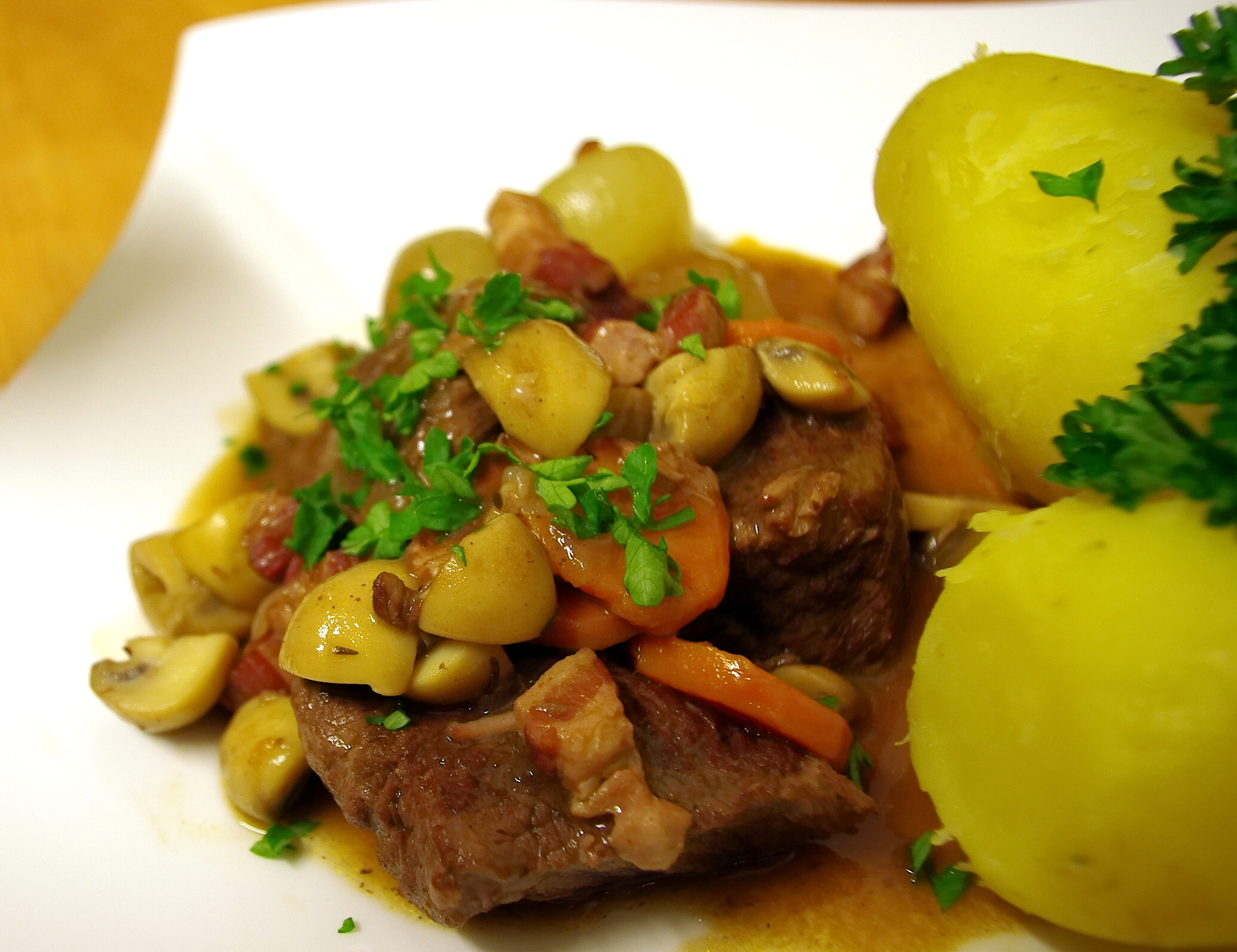
Il manzo alla borgognona.

- pain d'épices, dolce simile al pan pepato
- lumache (escargots) con burro e aglio oppure in altre variazioni
- tartufi
- la crème de cassis, ricavata dalle omonime bacche
- il kir, tipico aperitivo inventato dall'abate omonimo, a base di crema di cassis e vino bianco, nonché la sua variante kir royal (in cui al vino bianco si sostituisce il crémant, vino spumante di Borgogna)
- il bœuf bourguignon, manzo alla borgognona
- la fondue bourguignonne, a base di bocconi di carne fritta in un'apposita casseruola ed accompagnati da svariate salse

### Eventi
- L'esposizione "Florissimo", che ha luogo ogni 4 anni, è l'appuntamento mondiale degli amanti dei fiori. Ogni esposizione detta un tema per il quale molte città di Francia e del mondo intero realizzano delle composizioni.

### Nei media
- Digione fa da sfondo al celebre romanzo Da Firenze a Digione. Impressioni di un reduce garibaldino di Ettore Socci, famoso politico e giornalista italiano, in cui racconta la sua partecipazione alla campagna di Digione del 1870-71 insieme ai volontari garibaldini.
- Digione viene menzionata più volte nei romanzi della saga di Harry Potter, opera della scrittrice inglese J. K. Rowling: in Harry Potter e il prigioniero di Azkaban si viene a sapere che Hermione Granger vi ha trascorso una vacanza con i propri genitori, mentre in Harry Potter e l'Ordine della Fenice il mezzogigante Rubeus Hagrid racconta di aver depistato proprio qui il funzionario mandato dal Ministero della Magia per pedinarlo.

## Geografia antropica

### Cantoni
Fino al 2014 Digione era divisa in 8 cantoni:
- Il 1º cantone è formato da una parte di Digione e dei comuni di Bretigny, Brognon, Clénay, Orgeux, Ruffey-lès-Echirey, Saint-Apollinaire, Saint-Julien e Varois-et-Chaignot (29 512 abitanti)
- Il 2º cantone è formato da una parte di Digione e dei comuni di Arc-sur-Tille, Bressey-sur-Tille, Chevigny-Saint-Sauveur, Couternon, Crimolois, Quetigny, Remilly-sur-Tille e Sennecey-lès-Dijon (37 848 abitanti)
- Il 3º cantone è formato da una parte di Digione (21 440 abitanti)
- Il 4º cantone è formato da una parte di Digione e da una parte di Chenôve (18 956 abitanti)
- Il 5º cantone è formato da una parte di Digione e dei comuni di Corcelles-les-Monts, Flavignerot, Fleurey-sur-Ouche, Lantenay, Pasques, Prenois e Velars-sur-Ouche (28 960 abitanti)
- Il 6º cantone è formato da una parte di Digione (22 925 abitanti)
- Il 7º cantone è formato da una parte di Digione (23 163 abitanti)
- L'8º cantone è formato da una parte di Digione (19 532 abitanti)

A seguito della riforma approvata con decreto del 18 febbraio 2014, che ha avuto attuazione dopo le elezioni dipartimentali del 2015, il territorio comunale della città di Digione è stato ripartito in 6 cantoni:
- Cantone di Dijon-1: comprende parte della città di Digione;
- Cantone di Dijon-2: comprende parte della città di Digione;
- Cantone di Dijon-3: comprende parte della città di Digione;
- Cantone di Dijon-4: comprende parte della città di Digione;
- Cantone di Dijon-5: comprende parte della città di Digione;
- Cantone di Dijon-6: comprende parte della città di Digione e i comuni di Corcelles-les-Monts e Flavignerot.

## Economia
- Agroalimentare
- Metallurgia
- Meccanica
- Chimica
- Industria farmaceutica
- Polo Universitario

## Infrastrutture e trasporti
Già in epoca romana Digione era situata lungo un'importante direttrice stradale, di cui rimangono alcuni resti a nord della città presso Bretigny. Oggi Digione si trova lungo le autostrade A31 Lione-Langres e A38 che porta Parigi. Digione ha due stazioni ferroviarie: quella centrale per cui passano la linea del TGV Parigi-Lione nonché collegamenti minori per Bourg-en-Bresse e Dole, così come la stazione Dijon Porte Neuve per i treni che portano a Langres. A sudest della città si trova l'aeroporto.

## Amministrazione

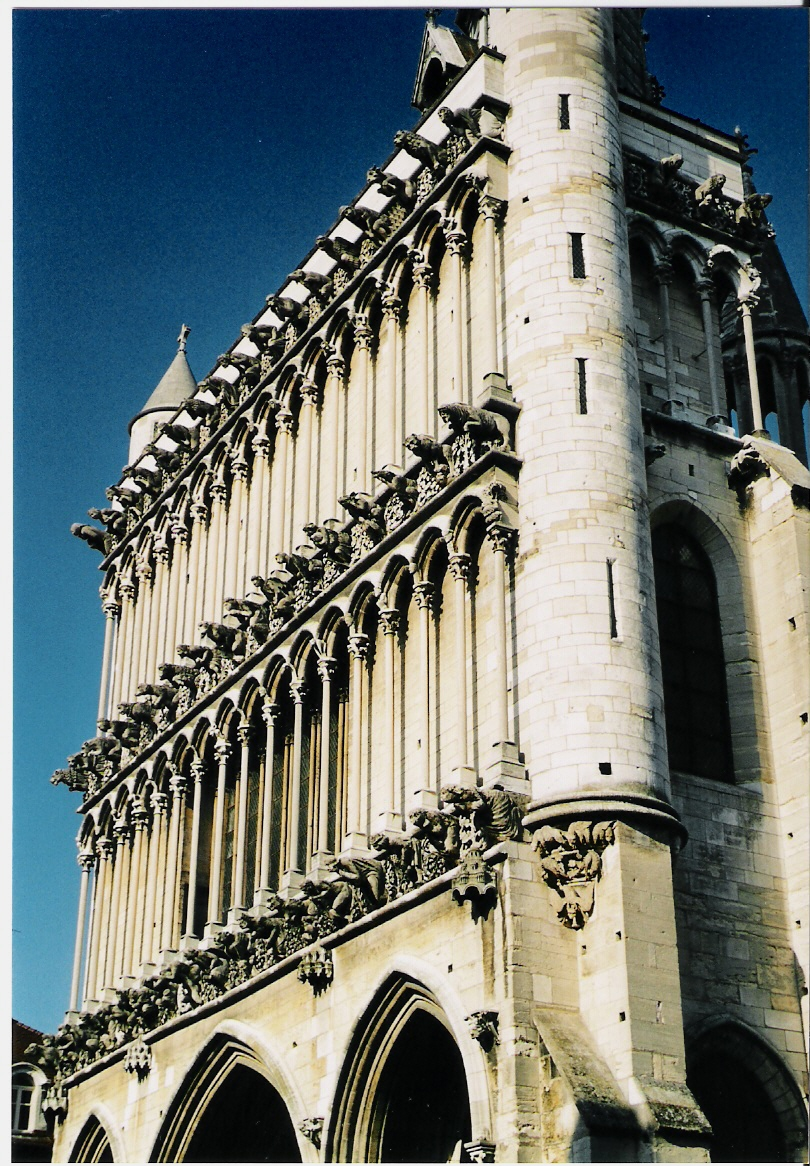
Notre-Dame di Digione

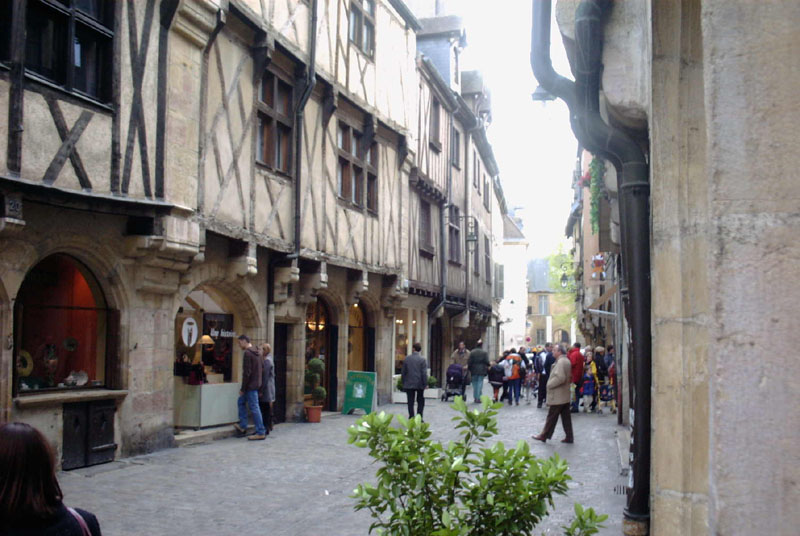
Rue Verrerie, una via tipica del centro della città

### Sindaci di Digione
| 1945-1968 | Canonico Félix Kir | CNI |
| 1968-1971 | Jean Veillet       | CNI |
| 1971-2001 | Robert Poujade     | RPR |
| 2001-2014 | François Rebsamen  | PS  |
| 2014-2015 | Alain Millot       | PS  |
| Dal 2015  | François Rebsamen  | PS  |

### Gemellaggi[8][9]
- Dallas
- Magonza
- Opole
- Pécs
- Reggio Emilia
- Skopje
- Volgograd[10]
- York
- Cluj-Napoca

## Galleria d'immagini

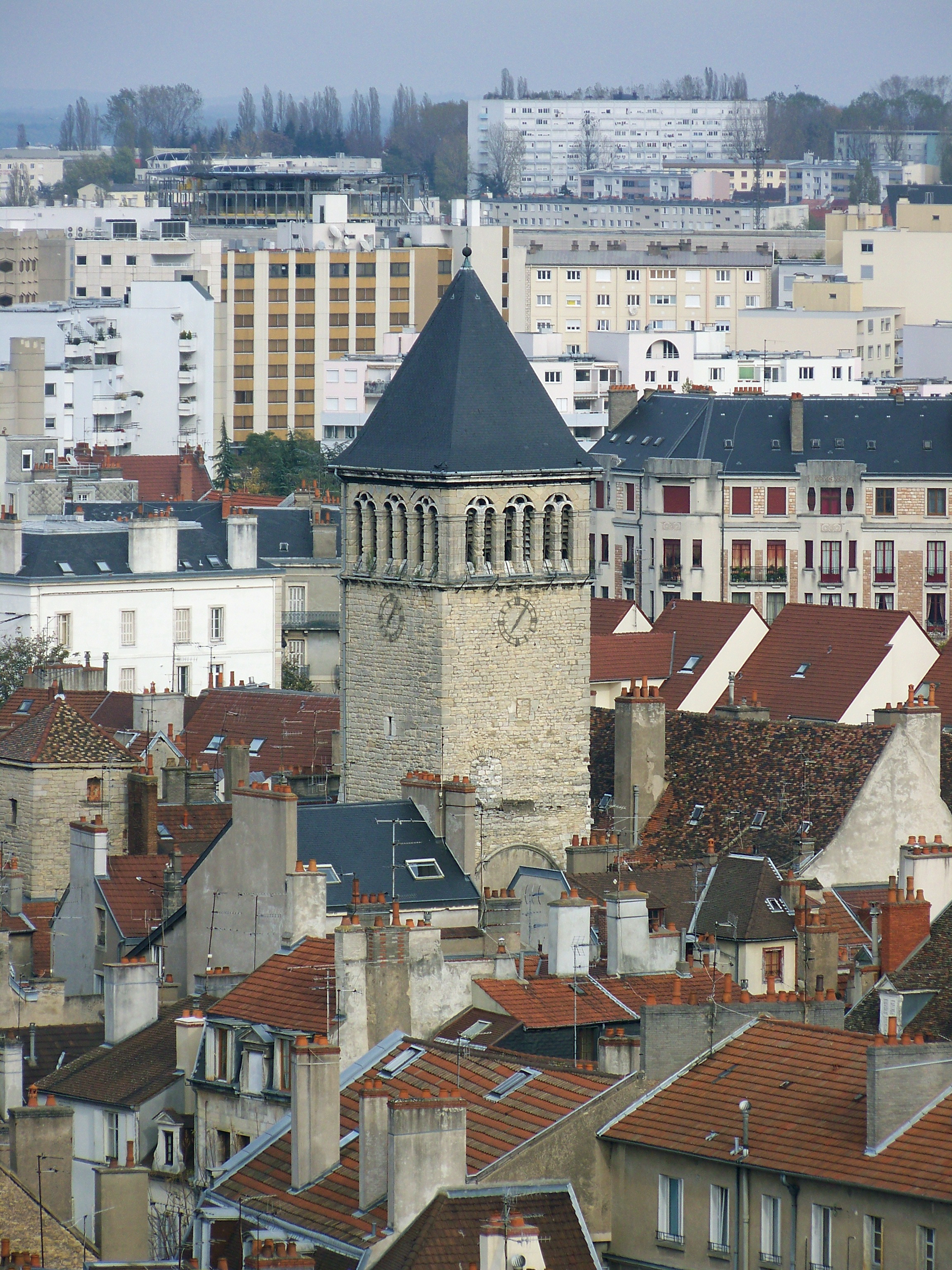
Il campanile della chiesa di Saint-Nicolas.
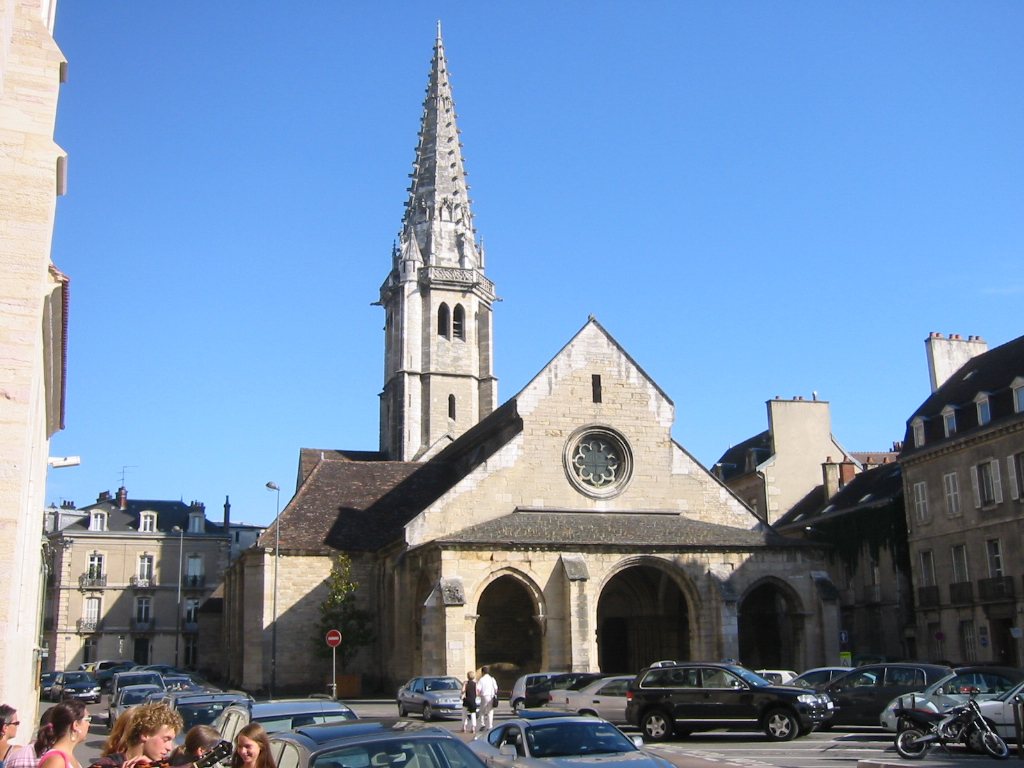
La chiesa di Saint-Philibert.
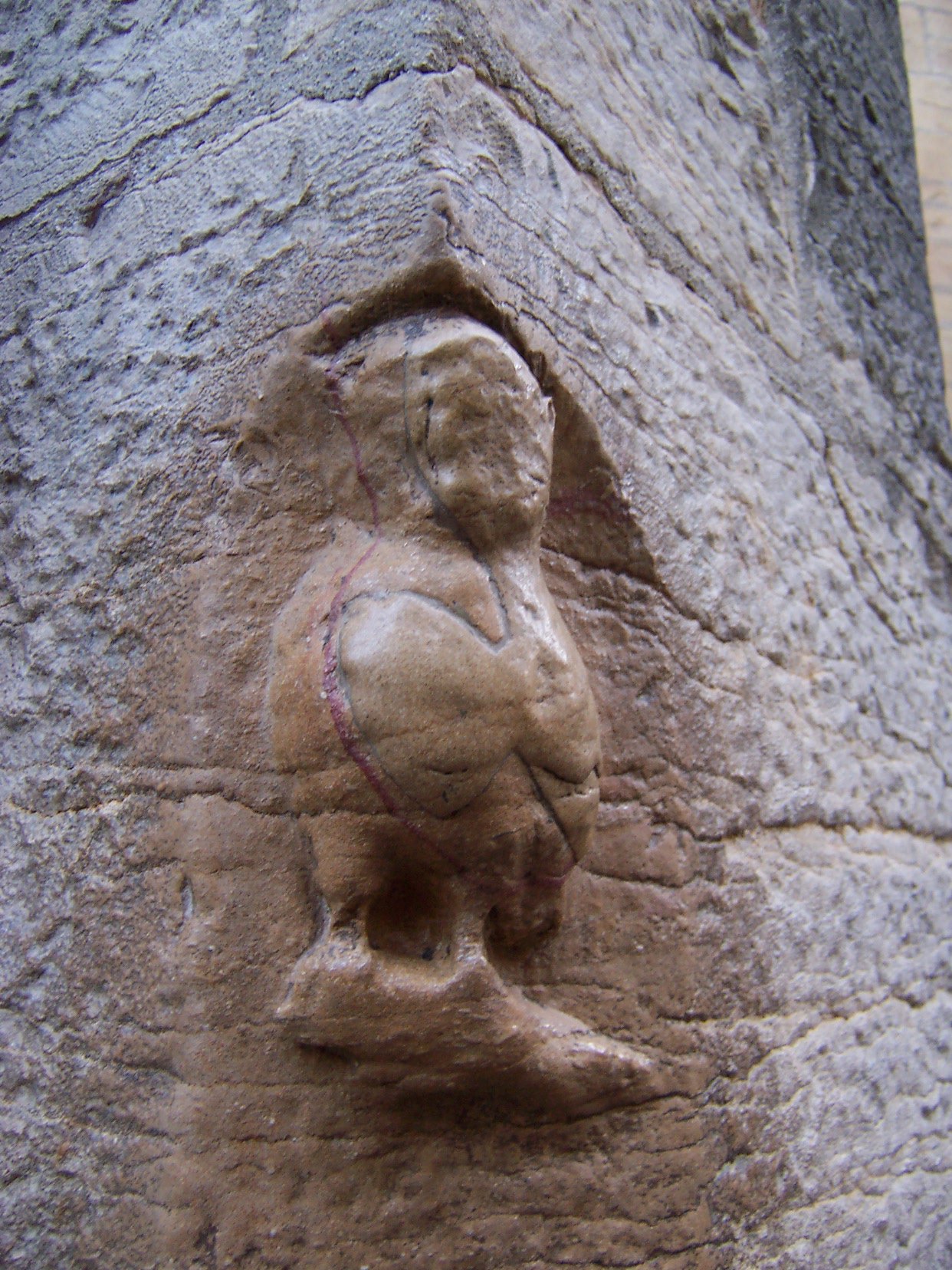
La civetta della chiesa di Notre-Dame.
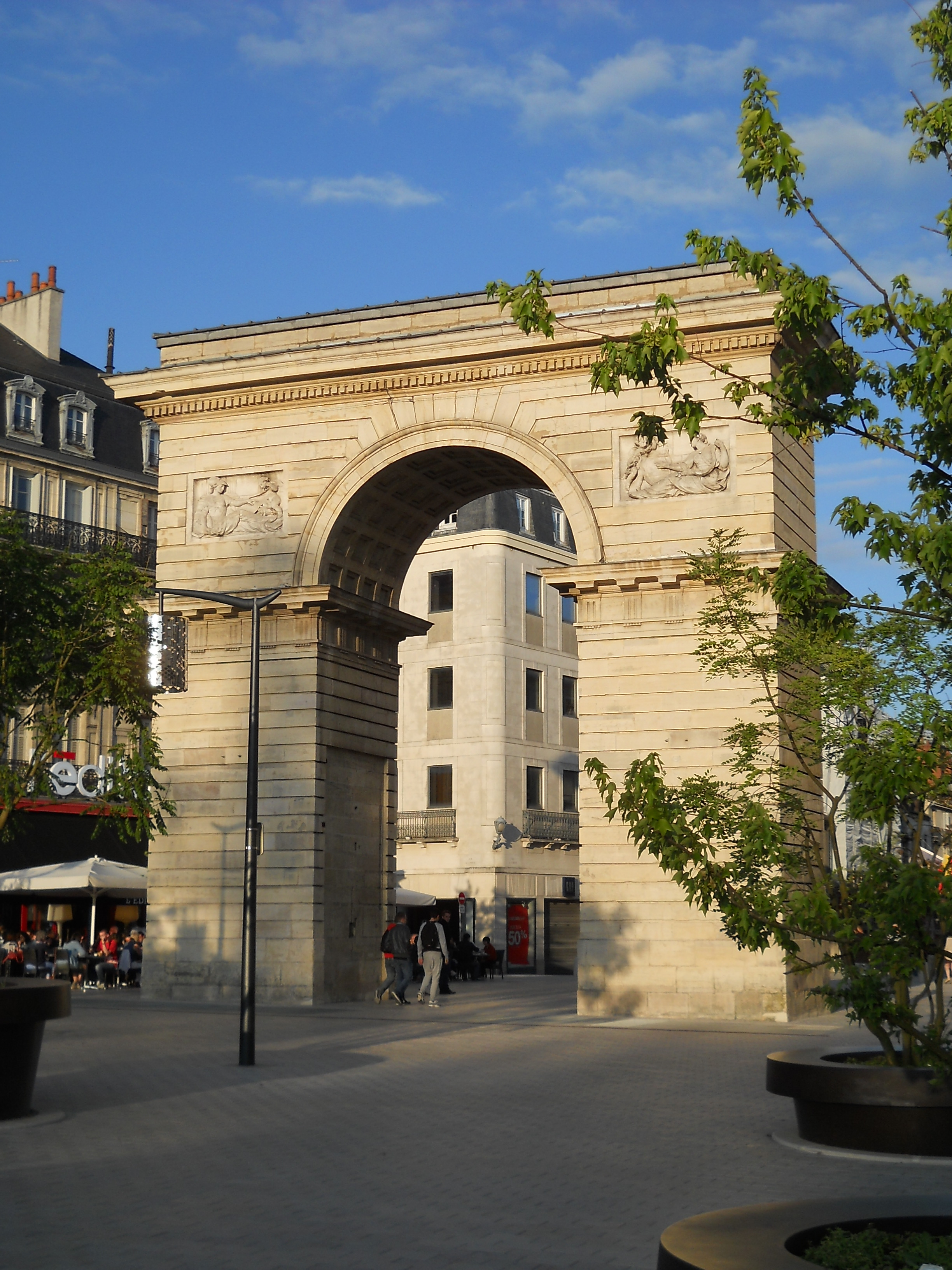
Porte Guillaume nel centro di Digione.
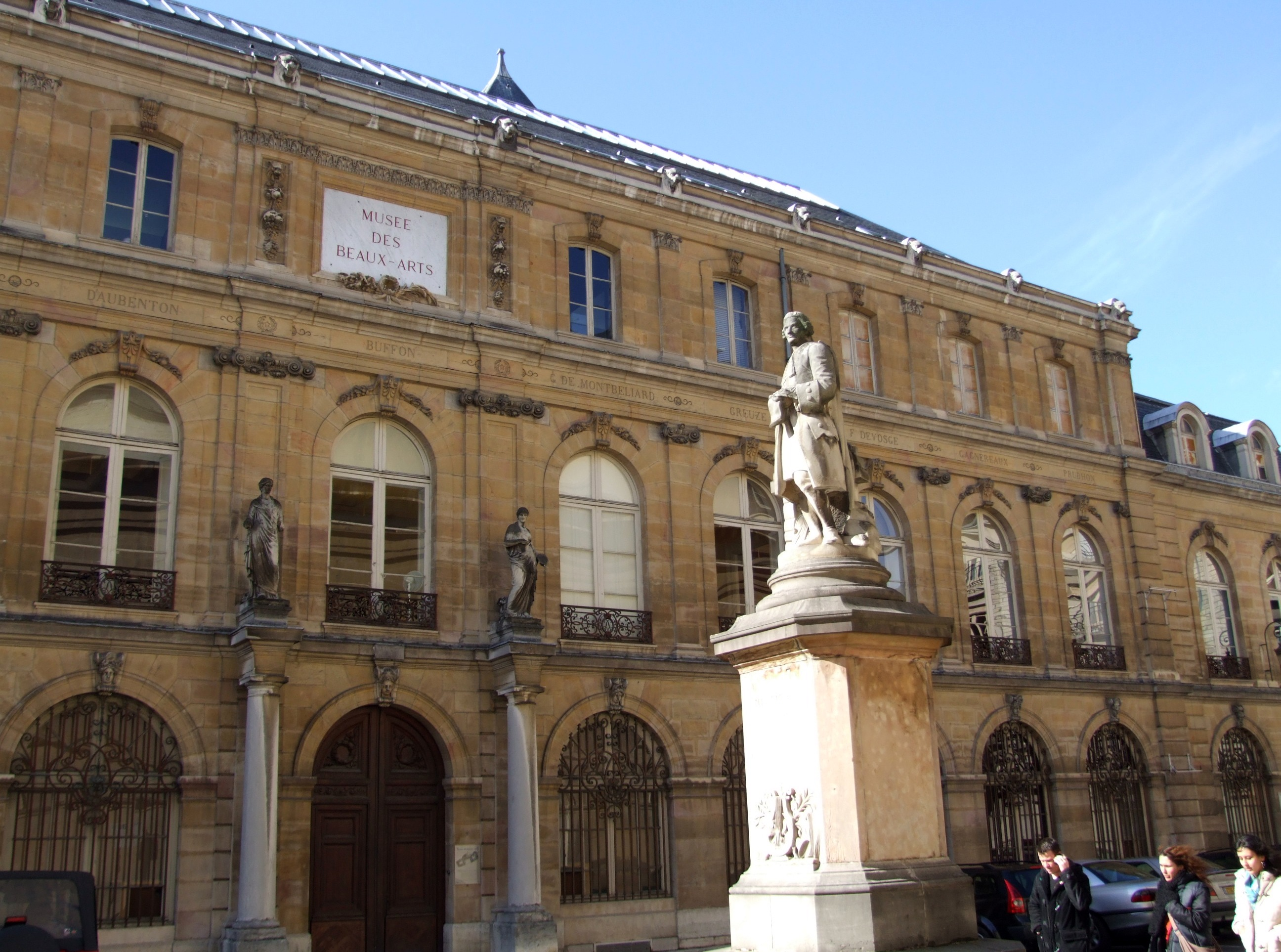
Il Museo delle Belle Arti.